# Акжарський сільський округ (Тарбагатайський район)
Акжа́рський сільський округ (каз. Ақжар ауылдық округі, рос. Акжарский сельский округ) — адміністративна одиниця у складі Тарбагатайського району Східноказахстанської області Казахстану. Адміністративний центр — село Акжар.
Населення — 6595 осіб (2021; 7735 у 2009, 9809 у 1999, 9545 у 1989).
Станом на 1989 рік існувала Акжарська сільська рада (села Акжар, Андрієвка, Кірово, Сагиндик, Чорга). 1998 року село Шорга було передане до складу Кабанбайського сільського округу. 2024 року ліквідовано село Сагиндик.

## Склад
До складу округу входять такі населені пункти:
| Населений пункт | Старі назви           | Населення, осіб (1989) | Населення, осіб (1999) | Населення, осіб (2009) | Населення, осіб (2021) |
| --------------- | --------------------- | ---------------------- | ---------------------- | ---------------------- | ---------------------- |
| Акжар, село     | -                     | 7563                   | 8182                   | 6396                   | 5818                   |
| Жаналик, село   | Кірово                | 1121                   | 1038                   | 929                    | 530                    |
| Жанатілеу, село | Андрієвка, Жана-Тілеу | 605                    | 439                    | 362                    | 223                    |
| Сагиндик, село  | -                     | 256                    | 150                    | 48                     | 24                     |